# Cantonale
Cantonale è una frazione del comune lombardo di Chignolo Po.

## Storia
Cantonale è una località agricola di antica origine, posta sulla riva destra del fiume Lambro, poco prima della sua confluenza nel Po. Fin dal medioevo, fu inclusa nel Contado di Lodi.
In età napoleonica (1809-16) Cantonale fu frazione di Orio, recuperando l'autonomia con la costituzione del Regno Lombardo-Veneto.
All'Unità d'Italia (1861) il comune contava soli 114 abitanti. Nei decenni successivi, Cantonale ha sofferto di un lento e costante calo demografico, comune a molte aree rurali. Nel 1936 il comune, ridotto a poche decine di abitanti, venne così aggregato a Chignolo Po, in provincia di Pavia.
Cantonale si presenta oggi come un vasto cascinale, parzialmente abbandonato.